# Guy Bertrand (musicien)
Pour les articles homonymes, voir Guy Bertrand et Bertrand.
 (août 2024).
Si vous disposez d'ouvrages ou d'articles de référence ou si vous connaissez des sites web de qualité traitant du thème abordé ici, merci de compléter l'article en donnant les références utiles à sa vérifiabilité et en les liant à la section « Notes et références ».
Guy Bertrand est un musicien et ethnomusicologue.
Dans la suite d'une formation classique au CRR  conservatoire à rayonnement régional de Toulouse, Guy Bertrand va s’investir dès les années 1974 dans les travaux du Conservatoire  occitan de Toulouse (aujourd’hui COMDT) jusqu’en 1980. Il devient ensuite enseignant d'ethnomusicologie à l’Université de Toulouse le Mirail et participe aux travaux de l’Archéopteryx avec Armand Gatti (Atelier National de création) à Toulouse. En 1989 il crée  un département de musiques traditionnelles, musiques du monde au CRR (Conservatoire de Perpignan Méditerranée Métropole) dirigé par le compositeur Daniel Tosi. Il participe à la musique du film Le Retour de Martin Guerre avec Michel Portal, enregistre avec ses flûtes et clarinettes traditionnelles Urga de Nikita Mikhalkov avec Steve Hillage et Richard Galliano et 1,2,3 soleil et Sahra avec Khaled, Ernest de Guy Chapouillié, L'Orsalher de Jean Fléchet et la Guerre des Demoiselles de Jacques Nichet. Il effectue de nombreuses tournées internationales en Europe, Inde, Cuba, Mexique, États-Unis, Canada avec l'ensemble Lo Jai composé avec Eric Montbel, Pierre Imbert et Christian Oller. Thierry Boisvert, Didier Boyat, Jean Christophe Maillard ont aussi fait partie de ces épopées musicales. de 1989 à 1991 ce sont des tournées américaines mémorable avec Eric Montbel, Carlo Rizzo et Philippe Eidel.
Dans une étroite collaboration avec Philippe Eidel c'est la création de "SUD"  au Palais des Rois de Majorque de Perpignan. Il enregistre plusieurs albums, Americas (1992), Les Agricoles (1995), Imuhar (1997), Mammas (1997) avec les chanteuses Yiota Vei, Lucilla Galeazzi, Equidad Bares Aïcha Redouane, Hayet Ayad et Karoline Zaidline, Renaissance (2002) et des musiques de film : Ce que femme veut… de Gérard Jumel (1993), Un air de famille de Cédric Klapisch (1996), Imûhar, une légende, de Jacques Dubuisson (1996), etc. C'est aussi avec Philippe Eidel qu'il enregistre chez Epic Sony Music dirigé par Christophe Lameignère et Pierre Mallon le CD Tekameli Ida y vuelta (1998).
Il collabore avec Ernesto Burgos Osorio, directeur de la Banda de Santiago de Cuba pour une série de concerts et de travaux en direction des harmonies et ensembles de cuivres sur un répertoire de musique cubaine. En 2011, il publie le CD/DVD "Diamante Negro" fanfare cubaine aux Editions Lugdivine . En 1996 il crée la Casa Musicale à Perpignan. Il effectue des recherches sur les musiques tsiganes, gitanes, enregistre plusieurs CD avec Tekameli , Kaloomé, Rumberos Catalans...et devient le producteur de quelques événements artistiques dans ce domaine (Festival de Lucerne 1996, Sydney 1998, Barbican Centre à Londres, Concergebow d'Amsterdam, Auditorium Maurice Ravel de Lyon .... Il enregistre à Cuba le CD La Luna avec Antoine "Tato" Garcia et la Familia Valera Miranda et par la suite avec le septeto Morena Son. Directeur de la Scène des Musiques du Monde au Château de la Mounède à Toulouse de 2005 à 2010. EN 2009, il rend hommage à Claude Nougaro avec SaxÔToulouse au Port de la Daurade et sur la Place du Capitole de Toulouse et crée les festivals Cantem Encara et le festival manouche Niglo. En 2011 il rejoint le Conservatoire de Lyon et enseigne l'ethnomusicologie à l'Université Lumière Lyon2 jusqu'en 2018. A Lyon avec le Conservatoire et la Biennale de la Danse il crée en 2011 La BatUcada des mille en collaboration avec André Luiz de Souza, Célio Mattos et Edmundo Carneiro. Plus de mille musiciens amateurs et professionnels vont se retrouver sur la place des Terreaux de Lyon. En 2014 Samba/Tarentella avec un orchestre géant de 650 saxophones et 320 percussions vont retentir sur la Place Bellecour avec  SambaSax pour la célébration d'Adolphe Sax le créateur du saxophone un grand concert repris pour l'ouverture du festival Jazz à Vienne. En 2017, à l'occasion de la Fête de la musique, c'est Spicy Lyon  avec plusieurs concerts originaux dans la ville prolongés par une improvisation musicale géante sur des thèmes traditionnels place des Terreaux. Avec le Conservatoire de Lyon, il crée Cordes Sons d'Hiver, Cuivres Sons d'Hiver et un événement sur le Roseau et la Musique intitulé "Les Chants du Roseau... Le photographe toulousain Gilles Bouquillon collaborateur et ami a réalisé un grand nombre de reportages sur tous ces sujets que l'on peut retrouver sur le site https://www.worldharmonies-guybertrand.com  Guy Bertrand se consacre aujourd'hui à des travaux de recherche et de publications sur le domaine tsigane et gitan. En octobre 2018 il publie aux Editions de la Flandonnière un ouvrage  "Les Musiciens Gitans de la Rumba" consacré aux pratiques musicales gitanes, donne des conférences concert, propose des expositions sur ce thème et produit RUMBANAMÁ un grand concert sur les "Rumbas du Monde".

En collaboration avec Ernesto Burgos Osorio depuis 2019 il a étudié et analysé la musique de Manitas de Plata en vue de la réalisation d'un événement musical qui sera présenté au Théâtre de la Mer de Sète le 7 août 2021. Cette création intitulée Petites Mains d'Argent mettra en valeur le guitariste Kema Baliardo en duo avec le guitariste Patrick "Yep" Baptite et un ensemble instrumental. Ce concert filmé par Patrick Savey sera diffusé sur Arte Concerts le samedi 7 août 2021.